# Leyr
Leyr – miejscowość i gmina we Francji, w regionie Grand Est, w departamencie Meurthe i Mozela.
Według danych na rok 1990 gminę zamieszkiwało 770 osób, a gęstość zaludnienia wynosiła 72 osób/km² (wśród 2335 gmin Lotaryngii Leyr plasuje się na 454. miejscu pod względem liczby ludności, natomiast pod względem powierzchni na miejscu 558.).

## Populacja

Populacja Leyr w latach 1962–2008